# Dolní Počernice
Dolní Počernice (německy Unter Potschernitz) jsou městská čtvrť a katastrální území Prahy, tvořící území městské části Praha-Dolní Počernice, ve správním obvodu Praha 14. Je zde evidováno 52 ulic a 864 adres.

## Doprava
Dolní Počernice leží na silnici první třídy I/12 spojující Prahu s Kolínem, která městskou část rozděluje na dvě téměř shodné poloviny co do počtu obyvatel. Právě ulice Českobrodská pro tuto skutečnost slouží coby dělicí linie při rozdělování Dolních Počernic do dvou volebních okrsků.
Územím taktéž prochází první železniční koridor, potažmo železniční trať Praha–Kolín, se zastávkou Praha – Dolní Počernice a je součástí systému Esko Praha. Železnice zajišťuje nejrychlejší spojení městské části s centrem Prahy a po dokončení Nového spojení umožňuje i jeho průjezd.
Prochází tudy několik cyklistických tras - celostátní trasa 1 a pražské trasy A24, A25, A44, A258 a A259.

## Pamětihodnosti
- Zámek Dolní Počernice, v němž sídlí dětský domov
- Kostel Nanebevzetí Panny Marie, nejstarší stavba Dolních Počernic, pocházející z doby kolem roku 1200
- Zájezdní hostinec Barborka

## Významní rodáci
- Jiří František Chaloupecký (1890–1922)
- František Kašička (1935–2024)

## Fotogalerie

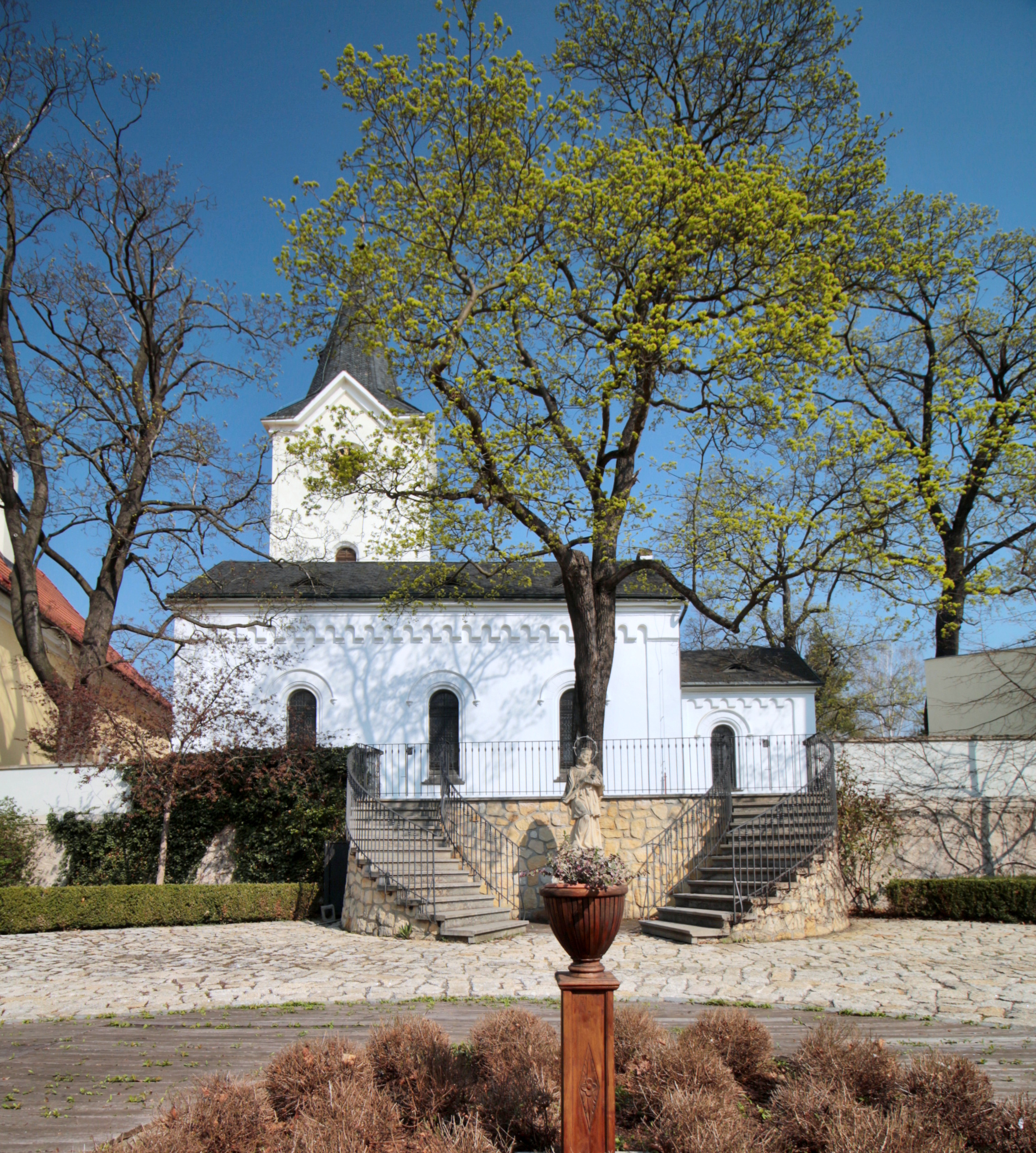
Kostel Nanebevzetí Panny Marie
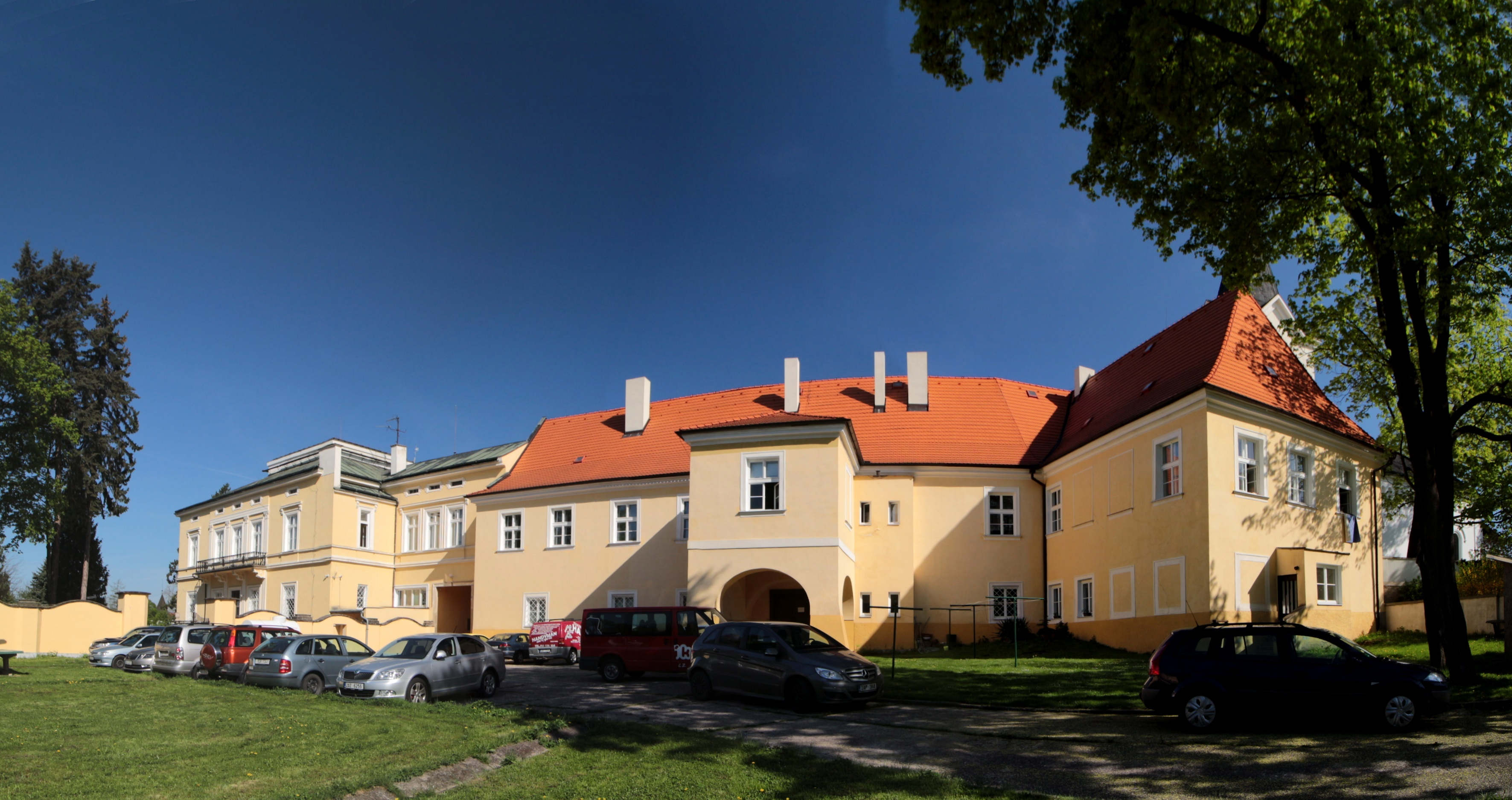
Zámek Dolní Počernice
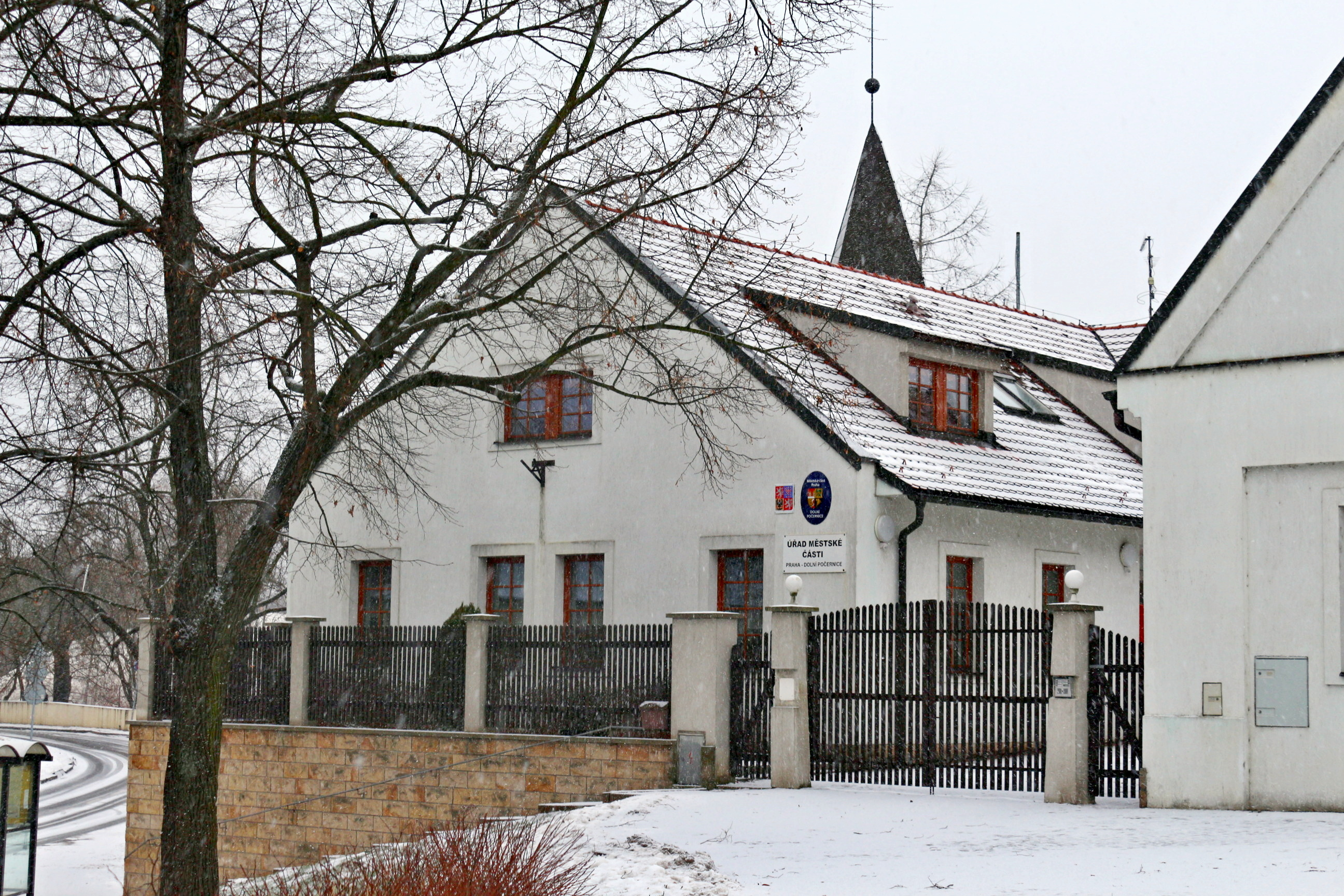
Budova obecního úřadu v Dolních Počernicích, v lokalitě Stará obec
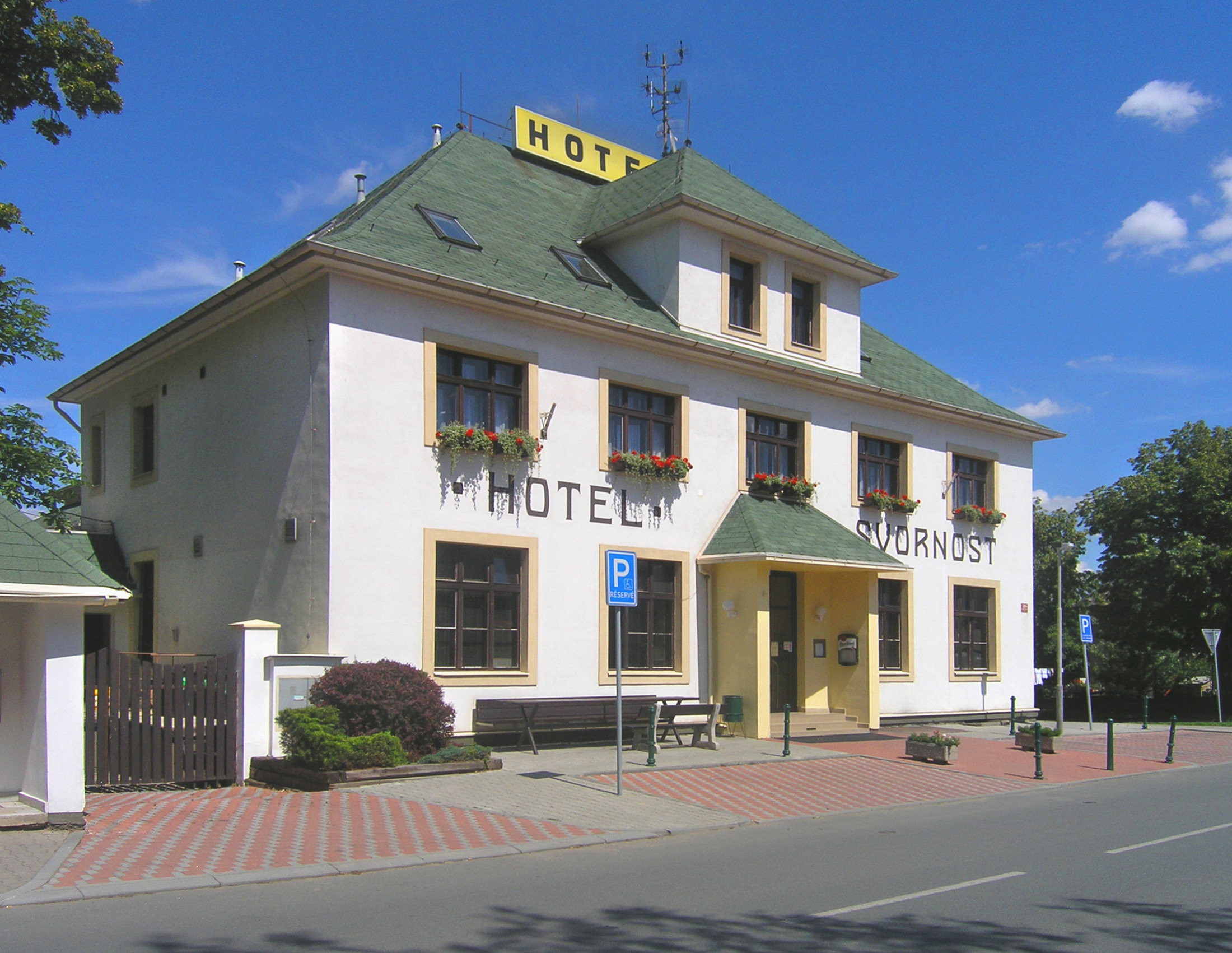
Hotel v Novozámecké ulici
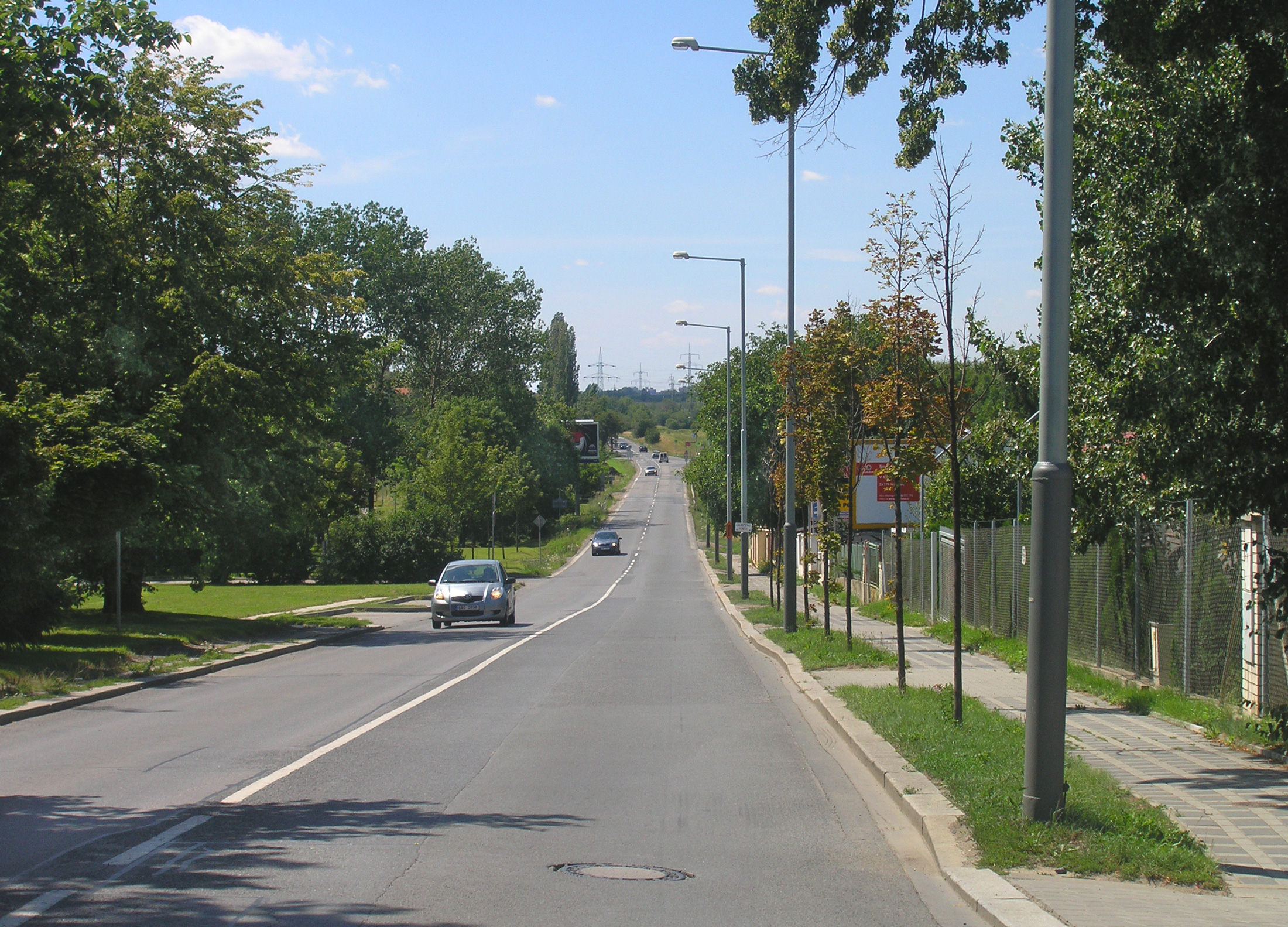
Českobrodská ulice
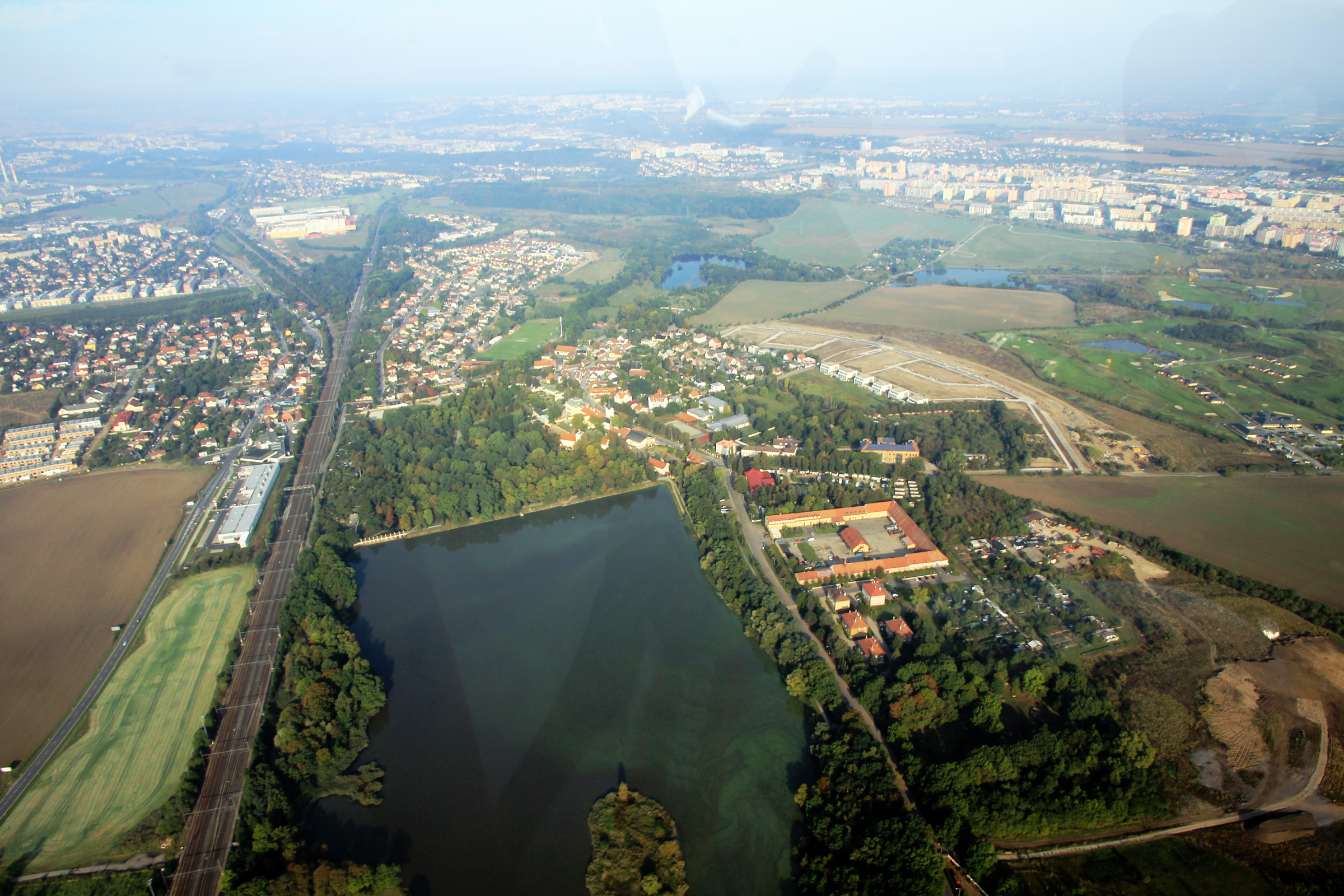
Dolní Počernice z vrtulníku
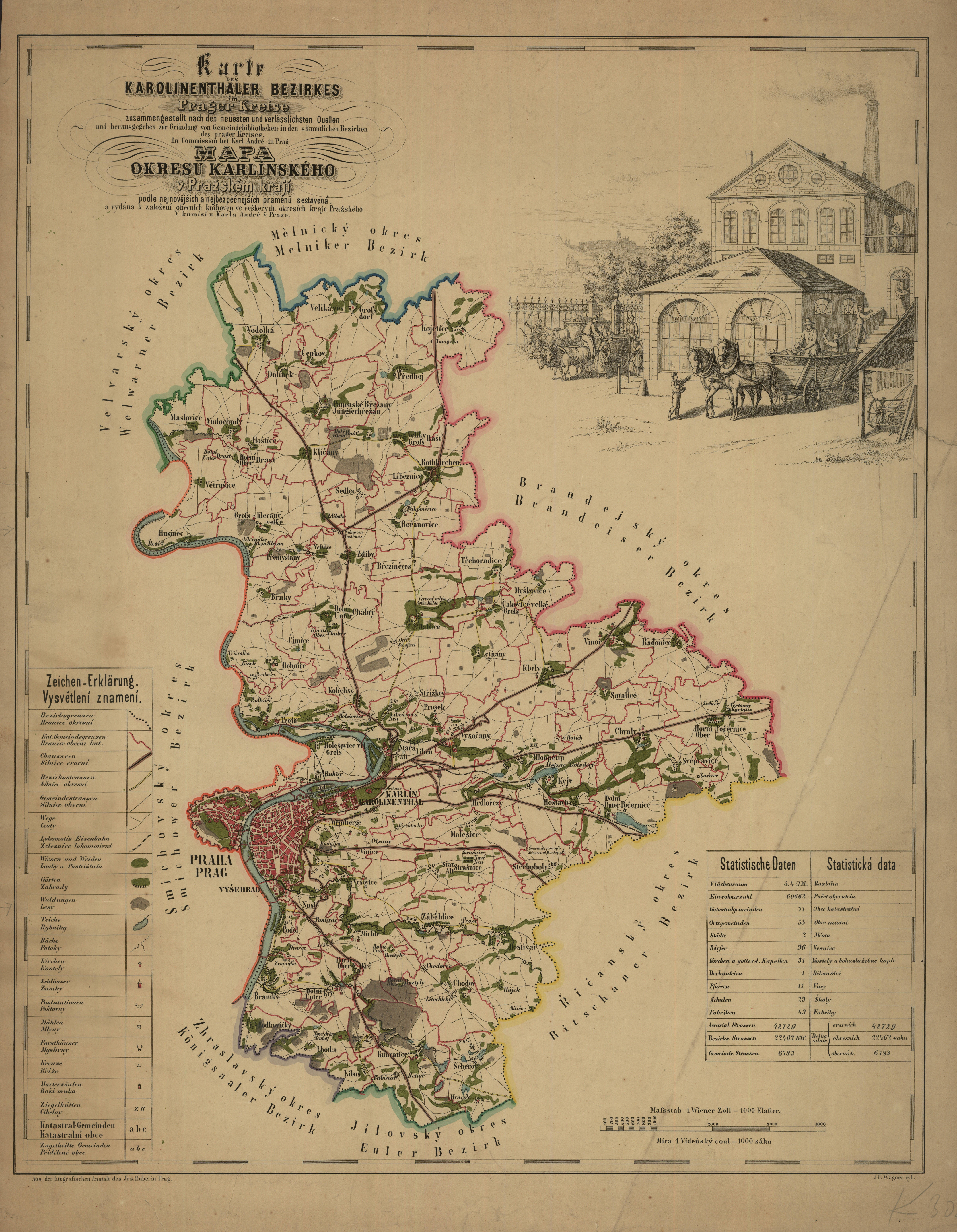
Mapa okresu karlínského v Pražském krají podle nejnovějších a nejbezpečnějších pramenů sestavená. Zachycuje i Dolní Počernice nejspíše k roku 1850.
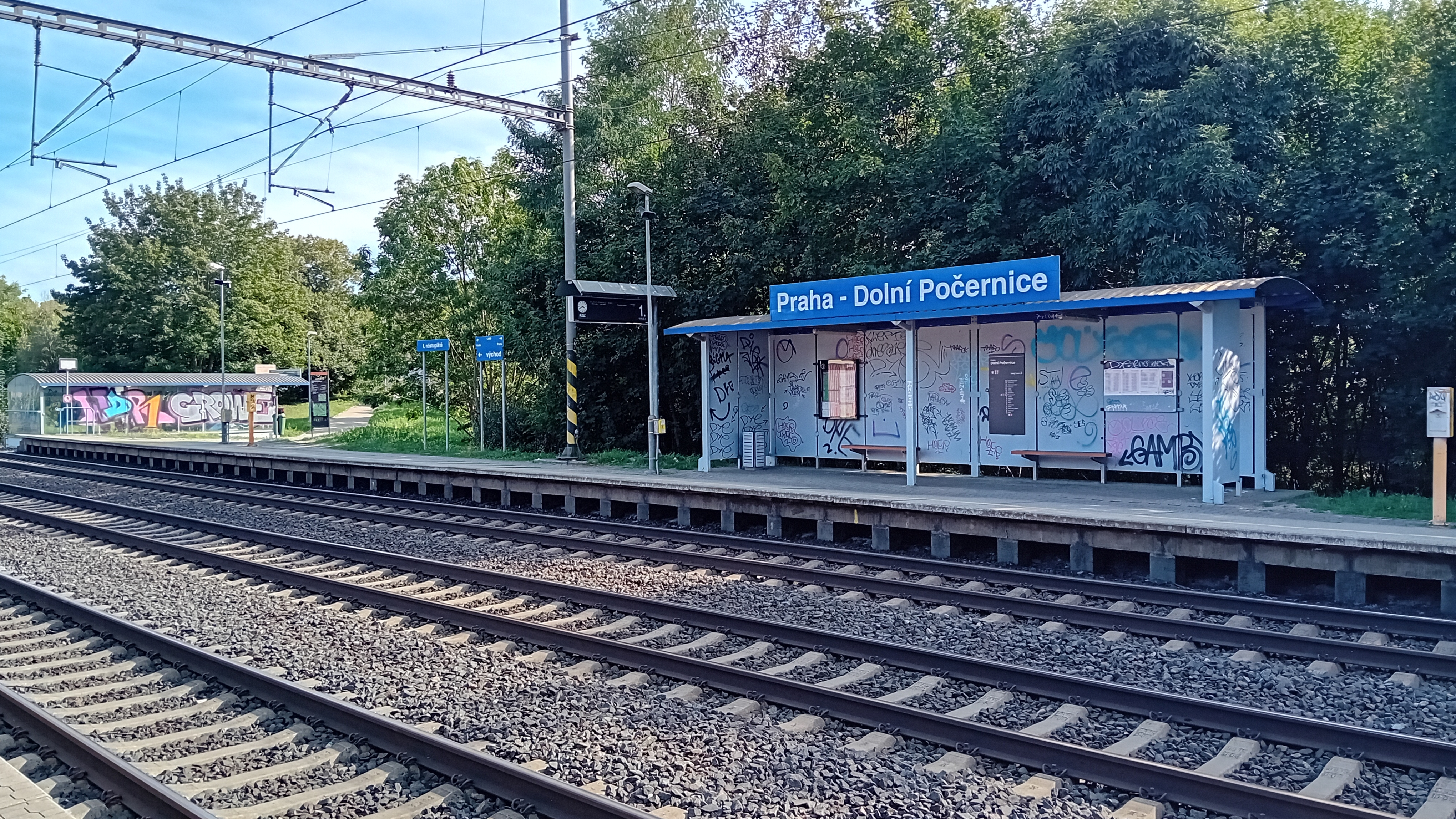
Železniční zastávka